# زبان شاه مکهی پنجابی
املای شاه‌مکهی پنجابی گونه‌ای از زبان پنجابی است که در پاکستان رواج دارد.

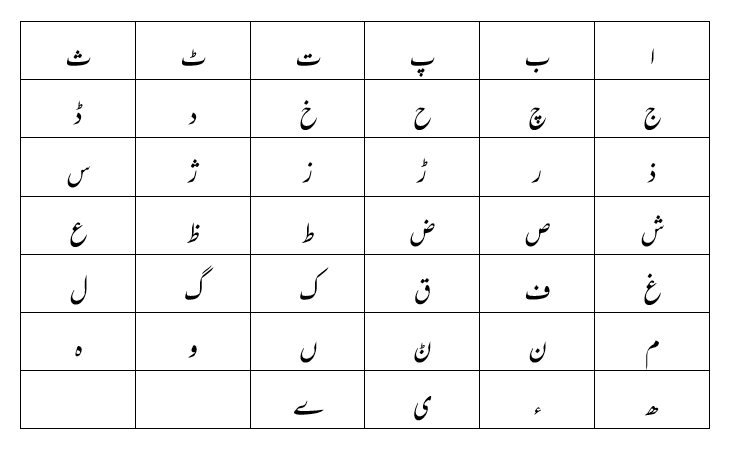

## نمونه‌ای از املاء
لہور پاکستان پنجاب دا دارُالحکومت اے۔ لوک گݨتی دی نال کراچی توں بعد لہور دوجا سبھ توں وڈا شہر اے۔ لہور پاکستان دا سیاسی، رہتلی تی پڑھائی دا گڑھ اے تے ایسے لئی ایہنوں پاکستان دا دل وی کہا جاندا اے۔ لہور راوی دریا دے کنڈے تے وسدا اے۔ ایسدی لوک گݨتی اک کروڑ دے نیڑے اے۔